# Holly Hendrix

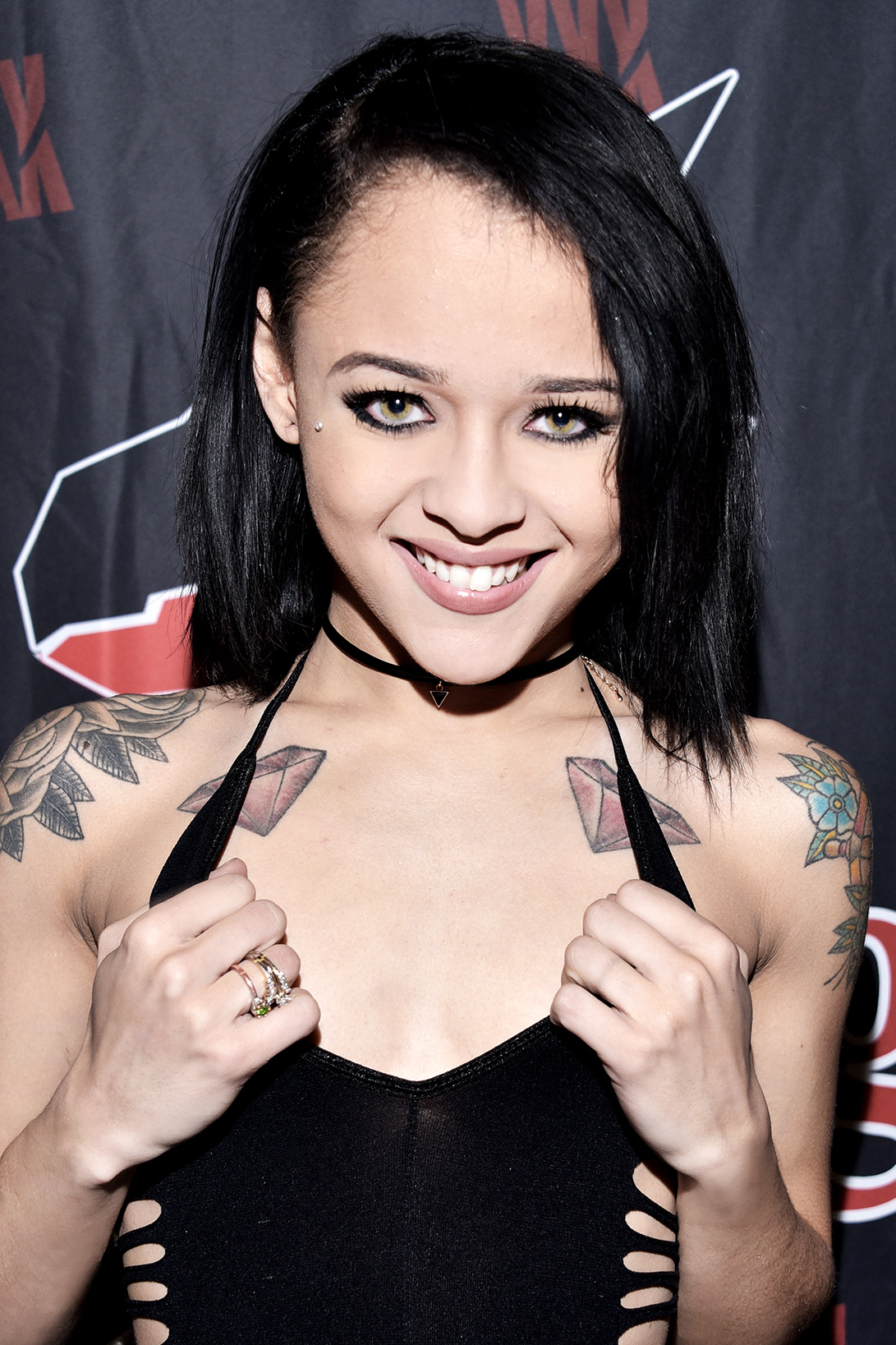
Holly Hendrix auf der EXXXotica Expo in Denver, Colorado (2017)

Holly Hendrix (* 20. April 1997 in Lafayette, Indiana) ist eine US-amerikanische Pornodarstellerin.

## Leben
Hendrix wurde als Tochter eines Guyanesen und einer US-Amerikanerin in Lafayette im US-Bundesstaat Indiana geboren. Früh zog die Familie um, und Hendrix verbrachte fast ihre gesamte Kindheit in der kleinen Stadt Savannah in Georgia. Nachdem sie die Highschool abgeschlossen hatte, begann sie zu studieren, brach jedoch nach zwei Jahren frühzeitig ab. Sie zog mit einem Freund nach Florida, wo sie zu modeln anfing. Nachdem Hendrix anfänglich noch als herkömmliches Model gearbeitet hatte, begann sie schnell auch mit der Nacktfotografie. So kam schließlich der Kontakt zur Pornobranche zustande.
Im Mai 2015 stieg Hendrix im Alter von 18 Jahren in die Pornobranche ein. Ihr Künstlername ist auf den Rockgitarristen Jimi Hendrix zurückzuführen.
Gemäß der IAFD hat sie in den vier Jahren ihres Schaffens in über 220 Filmen mitgewirkt (Stand: März 2019), dabei handelt es sich überwiegend um Analsexszenen. Filme mit Hendrix sind beispielsweise True Anal Vol. 1, Anal Freshman Vol. 1, Fitness Sluts, Anal Cuties Vol. 4, Bang Bros 18, Holly Hendrix’s Anal Experience, The Art of Anal Sex Vol. 5, Oil Overload Vol. 15, Gangbanged 9 und Women Seeking Women 137. Sie drehte auch eine Szene in Squirt for Me 4 und für Moms Bang Teens 25.

## Auszeichnungen
| Jahr | Preis        | Award                     | Film                            |
| ---- | ------------ | ------------------------- | ------------------------------- |
| 2016 | AVN Award    | Best New Starlet          | —                               |
| 2016 | AVN Award    | Most Outrageous Sex Scene | Holly Hendrix’s Anal Experience |
| 2017 | XRCO Award   | Superslut                 | —                               |
| 2017 | Inked Awards | Perfect Pussy             | —                               |
| 2018 | XRCO Award   | Superslut                 | –                               |